# Gare centrale (film, 1932)
Pour les articles homonymes, voir Gare centrale.

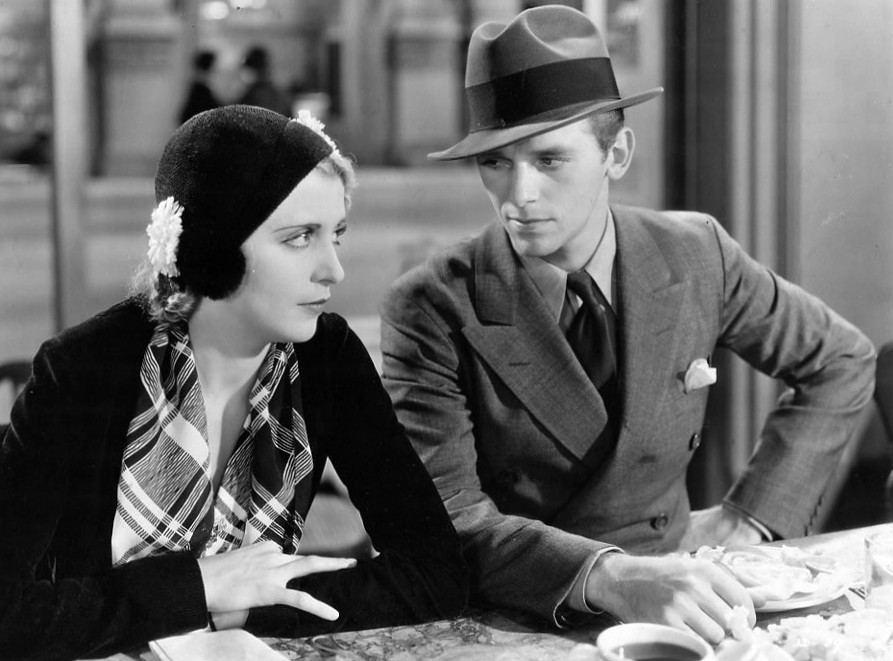
Douglas Fairbanks Jr. et Mary Doran dans une scène du film.

Gare centrale (Union Depot) est un film américain pré-Code réalisé par Alfred E. Green et sorti en 1932.

## Synopsis
Charles "Chic" Miller est un clochard libéré de prison pour vagabondage, avec son compagnon vagabond "Scrap Iron" Scratch. Les deux hommes marchent jusqu'à la gare locale pour prendre un train hors de la ville. À travers une série de rencontres fortuites à Union Depot, Chic devient, selon ses mots, un "gentleman d'un jour".
Au dépôt, Chic trouve dans des toilettes publiques une valise laissée par un passager ivre. Dans la valise se trouvent des articles de toilette et un joli costume d'homme avec de l'argent dans une poche. Après avoir enfilé le costume, Chic utilise l'argent pour acheter un repas au restaurant du dépôt. Bientôt, il rencontre Ruth Collins assise sur un banc dans le terminal. Elle lui dit qu'elle est une choriste sans travail et qu'elle cherche désespérément à trouver 64 $ pour un billet de train vers Salt Lake City, où un emploi l'attend. Au départ, il pense qu'elle est une prostituée. Elle lui confie alors qu'elle s'inquiète du fait qu'un "fou" la poursuive, un certain Dr Bernardi, qui réside dans la même pension qu'elle a récemment quittée. Elle ajoute que l'étrange médecin a une mauvaise vue et l'a payée une fois pour lui faire la lecture le soir. Se sentant maintenant désolé pour Ruth, Chic lui dit qu'il lui donnera l'argent dont elle a besoin.

## Fiche technique
- Titre français : Gare centrale[1]
- Titre original : Union Depot
- Réalisation : Alfred E. Green
- Scénario : Kenyon Nicholson, Walter DeLeon d'après la pièce de 1929 Union Depot de Joe Laurie Jr., Gene Fowler et Douglas Durkin.
- Photographie : Sol Polito
- Montage : Jack Killifer
- Costumes : Earl Luick
- Musique: Leo F. Forbestein[2].
- Genre : Comédie dramatique[3]
- Production : First National Pictures
- Pays de production :  États-Unis
- Distributeur : Warner Bros.
- Durée : 64 minutes
- Dates de sortie :
  - États-Unis : 14 janvier 1932 (New York) ; 30 janvier 1932 (sortie nationale)
  - France : 23 décembre 1932
- Affiche : Joseph Koutachy (France)

## Distribution
- Douglas Fairbanks Jr. : Charles "Chic" Miller
- Joan Blondell : Ruth Collins
- Guy Kibbee : "Scrap Iron" Scratch
- Alan Hale : "The Baron", Bushy Sloan
- David Landau : Kendall, agent du gouvernement
- George Rosener : Dr Bernardi
- Earle Foxe : Détective Jim Parker
- Frank McHugh : l'homme ivre
- Adrienne Dore : Sadie

Acteurs non crédités
- Irving Bacon : un serveur dans le salon privé
- George Chandler : un mendiant
- Charles Coleman : Révérend Harvey Pike
- Mary Doran : Daisy
- John Larkin : un porteur avec Ruth
- George MacFarlane : un employé de gare